# Thomas Boraud
Thomas Boraud est un neurobiologiste français né en 1968, spécialiste de l’activité neuronale.

## Travaux
Directeur de recherche au CNRS, il dirige une équipe de recherche à l’Institut des maladies neurodégénératives (Unité CNRS/Univ. de Bordeaux) dont les travaux portent sur l’identification des substrats neurobiologiques des processus de prise de décision.

## Publications
- Matière à décision[3] CNRS Éditions, 260 pages, 2015  (ISBN 2271081181)[4]
- Thomas Boraud, « Cogitez si vous voulez, les décisions sont irrationnelles », Libération,‎ 5 mars 2015 (lire en ligne, consulté le 29 avril 2015)
- Sur la maladie de Parkinson : (en) Benazzouz A, Gross C, Féger J, Boraud T, Bioulac B. « Reversal of rigidity and improvement in motor performance by subthalamic high-frequency stimulation in MPTP-treated monkeys » Eur J Neurosci. 1993;5(4):382-9. PMID 8261116
- Sur le trouble du déficit de l'attention avec ou sans hyperactivité : (en) Gonon F, Konsman JP, Cohen D, Boraud T, Why Most Biomedical Findings Echoed by Newspapers Turn Out to be False: The Case of Attention Deficit Hyperactivity Disorder, Plos One